# Salvatore Pelosi
Salvatore Pelosi (Montella, 10 aprile 1906 – Terranova da Sibari, 24 ottobre 1974) è stato un militare italiano.
Comandante di sommergibili della Regia Marina durante la seconda guerra mondiale e ammiraglio della Marina Militare Italiana.

## Biografia
Nato a Montella (AV) il 10 aprile 1906, entrò all'Accademia navale di Livorno nel 1921. Nel 1923 fu promosso al grado di guardiamarina, destinato al primo imbarco su una nave da battaglia, il Caio Duilio e poi sull'esploratore Libia situato in Estremo Oriente. Successivamente sbarcò poi in Cina per poi essere trasferito presso il Distaccamento Marina di Tientsin tenuto da un Reparto del "Battaglione San Marco". Tornato in Patria per frequentare il Corso superiore all'Accademia navale, dove si specializzò nella direzione del tiro, promosso al grado di tenente di vascello, fu destinato all'imbarco su una nuova unità navale, il cacciatorpediniere Bettino Ricasoli e poi sull'esploratore Pantera con l'incarico di Direttore del tiro e poi sull'incrociatore Bolzano con l'incarico di ufficiale di rotta. Nel 1933 fu destinato a nuovo imbarco sull'incrociatore Gorizia dove partecipò a operazioni militari durante la guerra italo-etiopica (1935-1936).
In un secondo tempo ebbe il comando di una Squadriglia di MAS in Sicilia e, al comando di una torpediniera, prese parte alle operazioni militari in Spagna. Promosso al grado di capitano di corvetta fu destinato al comando di vari sommergibili e con l'inizio della Seconda guerra mondiale a quello del Torricelli, situato in Mar Rosso. Durante il combattimento del 23 giugno 1940 prese parte ad un duro combattimento d'artiglieria contro numerose navi inglesi alle quali recò notevoli danni. Perduta la propria unità navale, fu messo in salvo dal suo equipaggio e poi fatto prigioniero dal nemico.

Rimpatriato nel 1945 e promosso capitano di fregata per anzianità di servizio, fu prima nominato Capo di stato maggiore del Comando Sommergibili e poi Comandante superiore dei Sommergibili. Nel 1948, dopo il periodo da comandante sul cacciatorpediniere Alfredo Oriani, fu promosso al grado di capitano di vascello. Frequentò l'Istituto di Guerra Marittima e dal dicembre 1949 all'agosto 1951 ebbe prima il comando della Marina in Somalia, e successivamente nel periodo di protettorato fiduciario italiano nell'ex colonia, e poi assunse l'incarico di Capo di stato maggiore presso il Comando in capo del Basso Tirreno. Dal 1952 al 1953 ebbe il comando delle Forze Navali Costiere e quindi, con imbarco sull'incrociatore Luigi di Savoia Duca degli Abruzzi, l'incarico di Capo di stato maggiore della 2ª Divisione navale, che tenne fino al luglio 1954, quando passò all'incarico di Capo di stato maggiore presso il Comando Militare Marittimo della Sicilia.
Promosso contrammiraglio il 1º gennaio 1957, frequentò il Centro Alti Studi Militari e fu promosso Ispettore delle Scuole CEMM Col grado di ammiraglio di divisione venne destinato al comando del Dragaggio e poi del Comando Militare Marittimo Autonomo in Sicilia e con il grado di Ammiraglio di Squadra nel 1964, fu nominato comandante in capo del Dipartimento marittimo dello Ionio e del Basso Adriatico e Presidente della Commissione Ordinaria di Avanzamento. Fu presidente del Consiglio Superiore di Marina. Nel 1969 per limiti di età fu messo in ausiliaria.
Salvatore Pelosi morì il 24 ottobre 1974.

## S 522 -Salvatore Pelosi
All'ammiraglio Salvatore Pelosi è stato intitolato uno dei due nuovi sommergibili della Marina Militare tipo Sauro 3ª serie.

## Onorificenze ricevute
Aperto il fuoco con il cannone e con le mitragliere, si impegnava in epica lotta a distanza ravvicinata contro tre cacciatorpediniere e due cannoniere. Lanciati anche i siluri, a corto di munizioni e con l'unità ripetutamente colpita, ed egli stesso ferito, decideva di salvare i suoi marinai ed affondava il battello che scompariva con la bandiera a segno salutato alla voce dal valoroso equipaggio.
Nell'impari lotta, il sommergibile affondava un Ct. ed infliggeva danni alle rimanenti unità avversarie. Trascinato in mare dai marinai che si erano rifiutati di abbandonarlo era da loro stessi sostenuto allorché, in seguito alla ferita riportata, aveva perduto i sensi. Coloro ai quali egli aveva indicato la via dell'onore e del dovere ridavano in tal modo alla Nazione ed alla Marina uno dei suoi figli migliori affinché a questi fosse ancora concesso di operare per il bene della Patria.